# Molí de Fonolleres
El Molí de Fonolleres és un molí fariner del poble de Fonolleres, al municipi de Granyanella (Segarra) inclòs a l'Inventari del Patrimoni Arquitectònic de Catalunya.

## Descripció
Es tracta d'un antic molí fariner, que rebia l'aigua del riu d'Ondara. Actualment s'ha adaptat com a habitatge sense conservar l'estructura o peces de l'antic molí, però sí que es conserva l'estructura de l'antiga bassa, tot i que actualment, la bassa que s'utilitza per regadiu i consum propi, està situada al costat contrari de l'original.